# 源惟正女
源惟正女（みなもと の これまさ の むすめ、生年不詳 - 寛和2年5月8日（986年6月17日））は、平安時代中期の女性。藤原実資の妻。

## 略歴
源惟正の娘。母は藤原国章の娘か。知られる限り藤原実資の最初の妻であり、結婚の時期は天延元年（973年）か天延2年（974年）頃で、実資が17-8歳のころであったとされる。
寛和元年（985年）には一女を出産している。寛和2年（986年）5月8日死去。
忘れ形見である娘への実資の寵愛ぶりは『小右記』の随所に記されているが、病弱で正暦元年（990年）に6歳で他界している。